# Friedrich Conzen
Friedrich Gottlieb „Fritz“ Conzen (* 2. April 1913 in Düsseldorf; † 2. August 2006 ebenda) war ein deutscher Unternehmer und Verbandsfunktionär.

## Leben
Conzen, Sohn von Adolf Conzen und Eleonore geb. Wehner, studierte nach seinem Abitur 1932 Kunstgeschichte, Geschichte und Betriebswirtschaft in Bonn, Köln und München. 1934 trat er in das 1854 gegründete Familienunternehmen der Spiegel- und Gemälderahmenfabrik F. G. Conzen ein und übernahm 1941 nach dem Tode von Adolf Conzen in der vierten Generation die Unternehmensleitung. Nach Zerstörung der Geschäftsräume auf der Kasernenstraße 13 an der Ecke zur Grabenstraße 1943 baute er das Unternehmen nach dem Krieg neu auf.
1969 wurde er Präsident des Hauptverbandes des Deutschen Einzelhandels (HDE), was er 15 Jahre lang blieb. 1984 wurde er dessen Ehrenpräsident. Außerdem war Conzen auch Präsident der Industrie- und Handelskammer zu Düsseldorf, der Deutsch-Französischen Industrie- und Handelskammer und Vorstandsmitglied des Deutschen Industrie- und Handelskammertages (DIHK).
Er war Mitglied der katholischen Studentenverbindung K.St.V. Westmark Bonn im KV.
1963 wurde er von Kardinal-Großmeister Eugène Tisserant zum Ritter des Ritterordens vom Heiligen Grab zu Jerusalem ernannt und am 7. Dezember 1963 im Kölner Dom durch Lorenz Kardinal Jaeger, Großprior des Ordens, investiert. Zuletzt war er Großoffizier des Ordens.
Conzen war seit dem 2. Oktober 1942 mit Edeltrude Pfreundschuh verheiratet und hatte fünf Kinder (Verena, Friedrich-Georg, Mechthild, Ursula, Brigitte).

## Auszeichnungen (Auswahl)
- Ritterschlag zum Ritter vom Heiligen Grab zu Jerusalem (1963)
- Großes Verdienstkreuz des Verdienstordens der Bundesrepublik Deutschland (1973)
- Offizier des Ordre national du Mérite (1975)
- Großes Silbernes Ehrenzeichen für Verdienste um die Republik Österreich (1978)[1]
- Großes Verdienstkreuz mit Stern des Verdienstordens der Bundesrepublik Deutschland (1983)
- Ehrenpräsident des Hauptverbandes des Deutschen Einzelhandels (HDE) (1984)
- Ehrendoktorwürde der Wirtschafts- und Sozialwissenschaftlichen Fakultät der Universität zu Köln (1979)